# Maláj labdarúgó-szövetség
Maláj labdarúgó-szövetség (angolul: Football Association of Malaysia)

## Történelme
1933 alapították. A Nemzetközi Labdarúgó-szövetségnek (FIFA) 1956-tól tagja. Az Ázsiai Labdarúgó-szövetségnek (AFC) 1954-től tagja. Fő feladata a nemzetközi kapcsolatokon kívül, a  Maláj labdarúgó-válogatott férfi és női ágának, a korosztályos válogatottak illetve a nemzeti bajnokság szervezése, irányítása. A működést biztosító bizottságai közül a Játékvezető Bizottság (JB) felelős a játékvezetők utánpótlásáért, elméleti (teszt) és cooper (fizikai) képzéséért.